# Neak Pean
Le Neak Pean (khmer : ប្រាសាទនាគព័ន្ធ /prassate nikpône/, « temple des Nâgas enchevêtrés ») est un petit temple bouddhique à Preah Khan. Il fut construit et modifié par Jayavarman VII à la fin du XIIe siècle. Il est de proportions régulières, avec un bassin carré entouré de quatre bassins plus petits,.

## Description
Au centre du grand bassin, une « île » circulaire sur laquelle est édifié le prasat central (14 m de haut) est entourée de deux nâgas. Les têtes des serpents forment l'entrée, leurs queues entremêlées ont donné son nom au temple.

Quatre statues ornaient autrefois le grand bassin. Il n’en reste qu’une à l'Est, savamment reconstituée à partir des morceaux récupérés par les archéologues français qui ont déblayé le site. Cette étrange statue représente un cheval doté d’un entrelacs de jambes humaines. Elle évoque la légende selon laquelle Avalokiteshvara sauva un groupe de disciples naufragés sur une île de l'attaque de goules en se transformant en un cheval volant appelé Bâlaha.

Plan du "temple des Nâgas enchevêtrés" Neak Pean

Autrefois, l’eau s’écoulait du bassin central dans les bassins périphériques par quatre gargouilles ornementales, en forme de têtes d’éléphant au Nord, de cheval à l'Ouest, de lion au Sud et d’homme à l'Est, toujours visibles dans les pavillons portés à chaque axe du grand réservoir. 

## Utilisation antique
Ce dernier servait aux rites de purification. L’ensemble du site était lui-même au centre de l'immense baray de Preah Khan de 3 km sur 900 m, aujourd’hui asséché et envahi par la végétation.
Le site est supposé représenter l'univers dans la cosmogonie khmère, avec le mont Meru au centre des quatre océans, à moins qu'il s'agisse d'une réplique d'un lac mythique et sacré de l'Himalaya, source des quatre grands fleuves d'Asie.

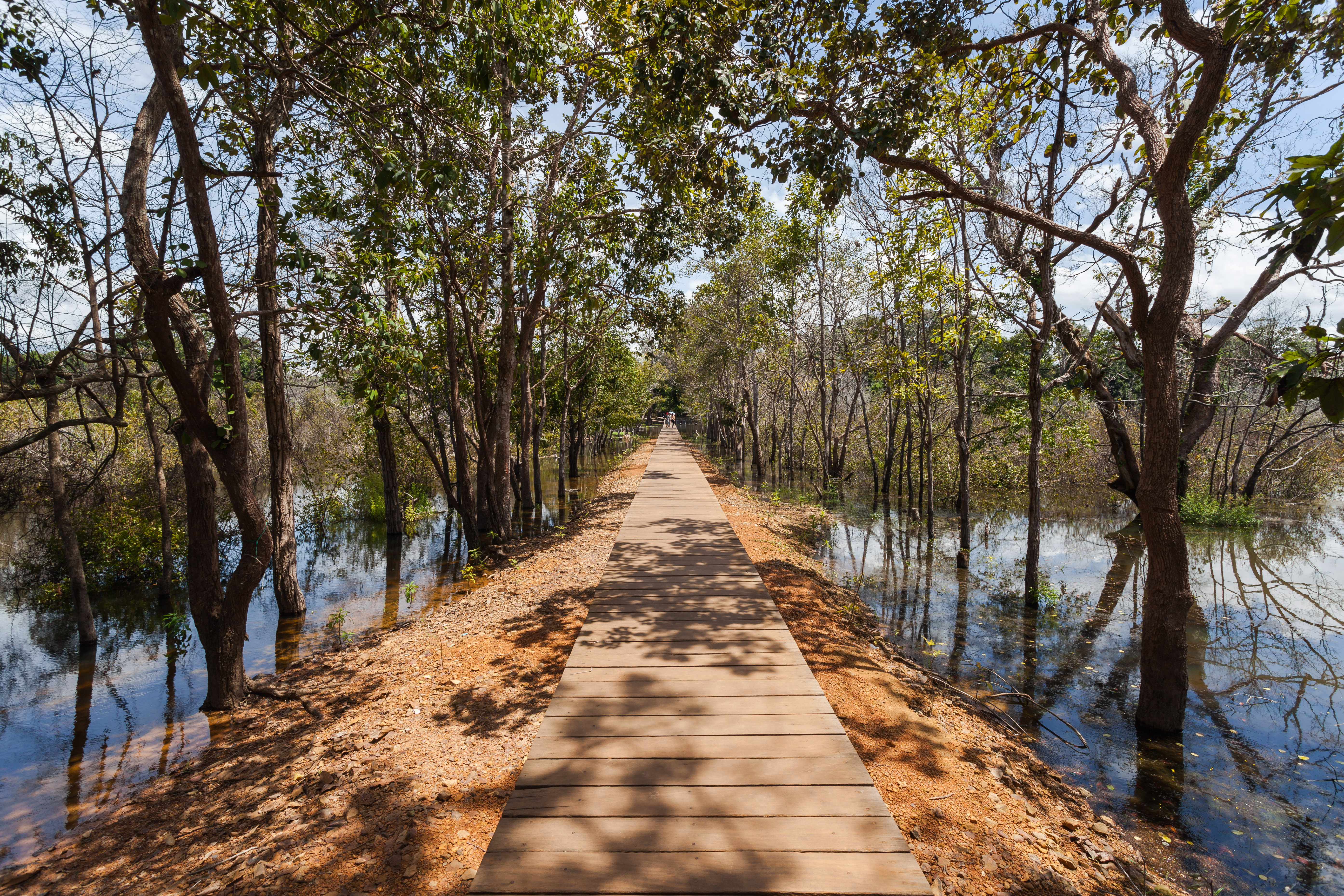
Chemin menant au temple
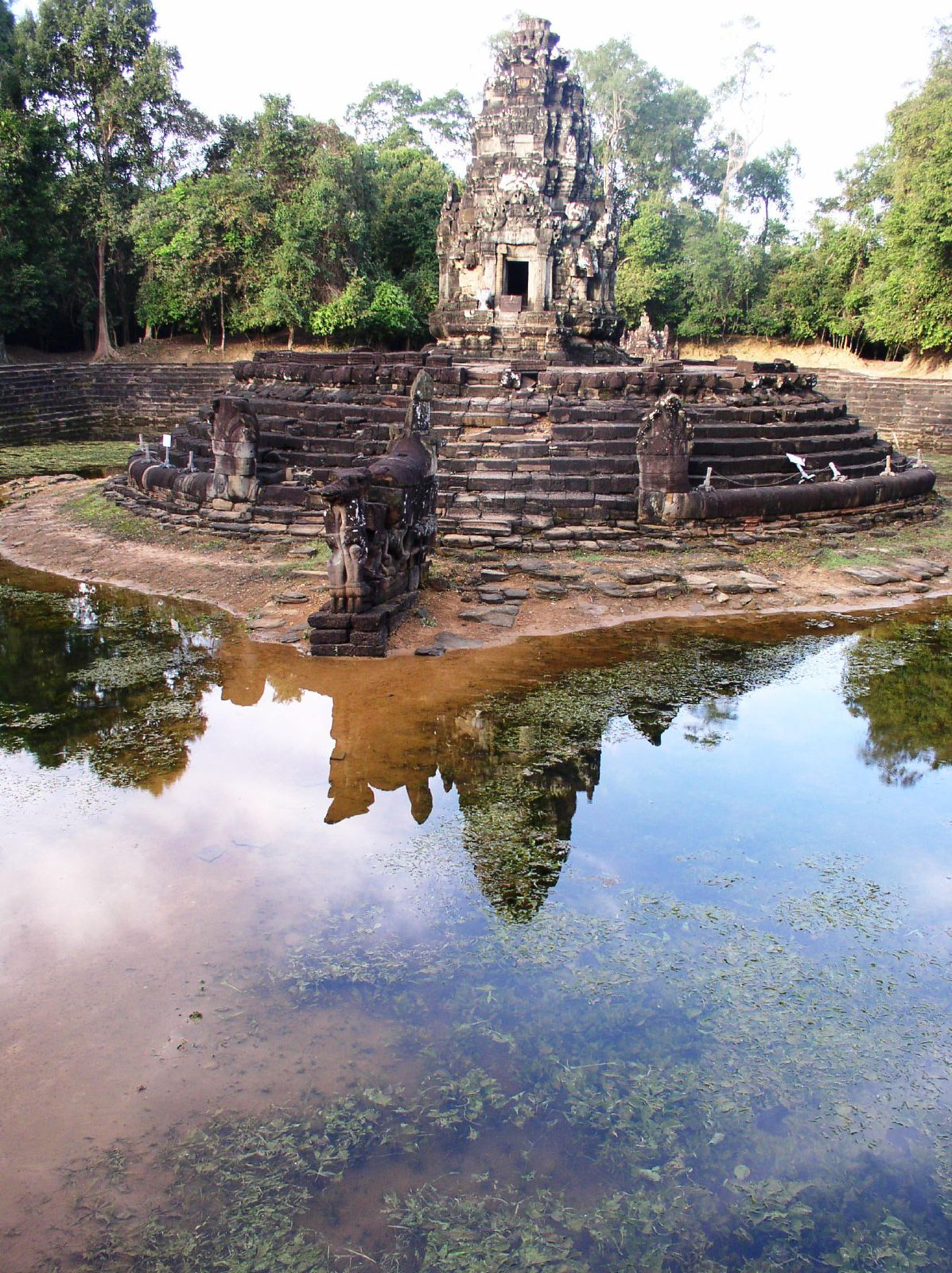
Bassin central
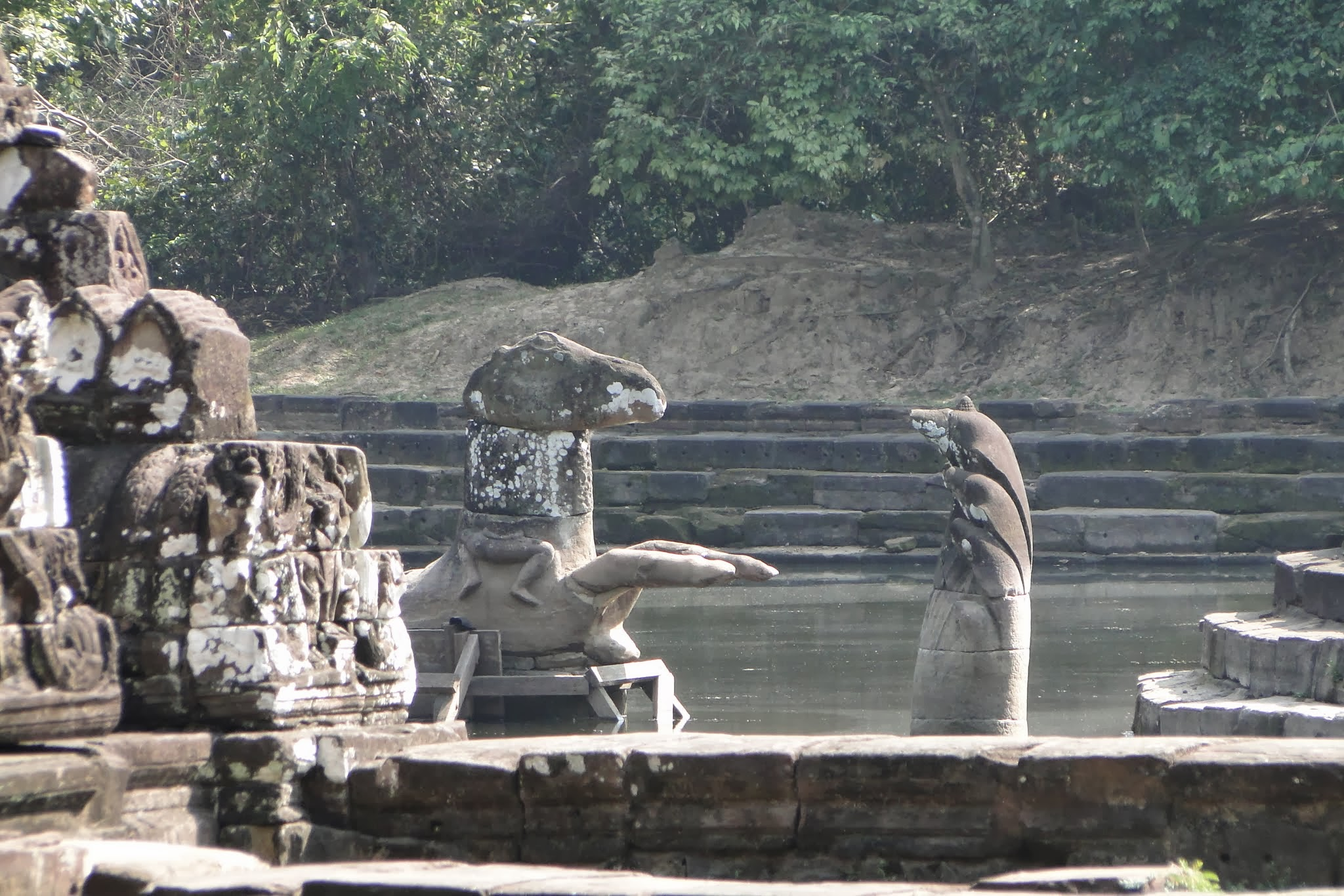
Cheval dans l'eau
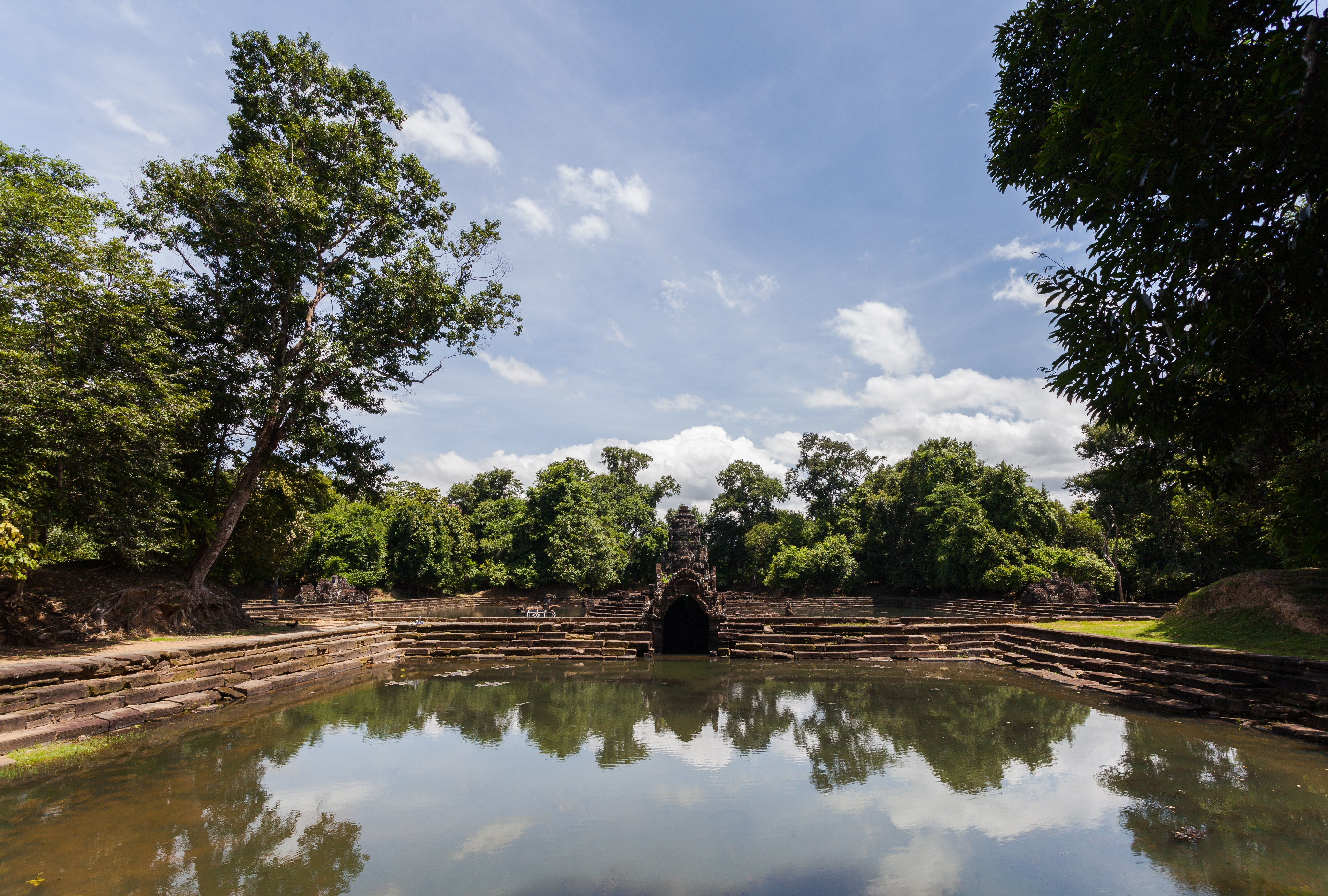
Bassin
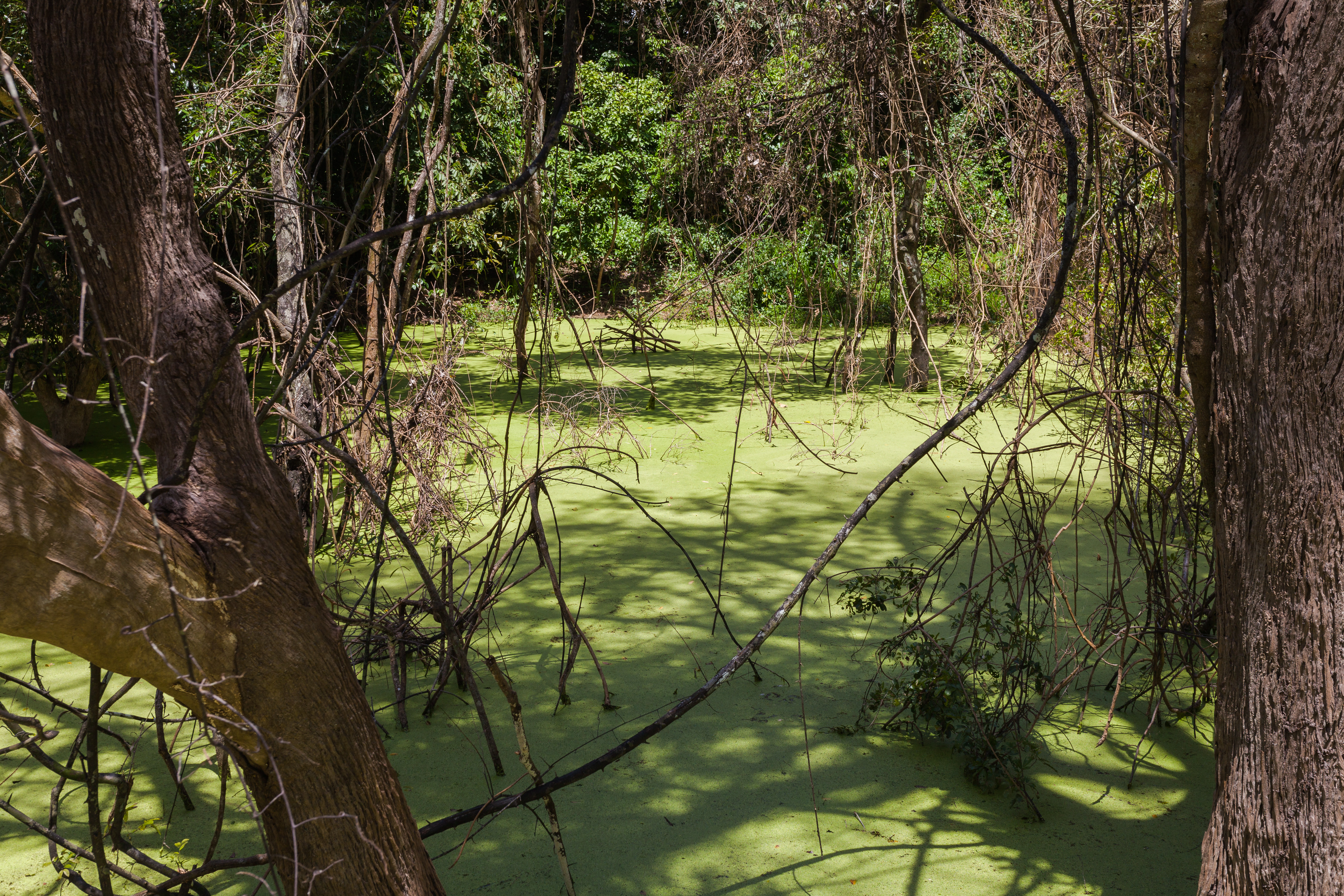
Forêt près du temple

### Sites externes
- Jean  Boisselier, « Pouvoir royal et symbolisme architectural : Neak Pean et son importance pour la royauté angkorienne », Arts Asiatiques, Persée - Portail des revues scientifiques en SHS, vol. 21, no 1,‎ 1970, p. 91-108 (lire en ligne)